# Oració a l'hort (Abelló)
Oració a l'hort és una peça del pintor català Joan Abelló, datada entre 1960 i 1966, que recorda a l'episodi de l'Oració de l'hort de Getsemaní. L'obra forma part d'un període d'experimentació, en el qual després d'haver provat diverses tècniques artístiques com l'abstracció, el pintor retorna amb la figuració, com podem observar. Aquesta pintura forma part de la col·lecció del Museu Abelló.

## Descripció de l'obra
Ens trobem una composició vertical, on a l'angle inferior esquerra de la qual hi ha una figura masculina vestida de vermell amb els braços alçats al cel envoltada de pinzellades gruixudes verdes que semblen situar-la en un entorn paisatgístic. A la part inferior central s'hi poden reconèixer, dins d'aquest paisatge que en aquesta zona presenta més variacions tonals, diferents cases. A la part dreta destaquen un conjunt de línies marrons que, aixecant-se cap al cel, poden representar un arbre que ajuda a donar una sensació compositiva vertical al conjunt, que juntament amb la direcció dels braços de la figura, obliguen a l'espectador a dirigir la mirada al cel. La resta del quadre és abstracte amb gran quantitat de material pictòric, creant molt de relleu.
Iconogràficament, la peça recorda a l'escena de l'Oració a l'hort de Getsemaní, un episodi de la vida de Jesús de Natzaret, present als quatre Evangelis, que descriu l'angoixa de Jesús abans de ser detingut i que comenci la seva anomenada 'passió': a la tradició catòlica, el sofriment de Jesús a l'hort és el primer misteri de dolor del rosari i la primera estació del Via Crucis. Tenint aquest esquema iconogràfic en compte es pot interpretar l'única figura representada com a Crist, malgrat que per a representar l'escena de forma correcta canònicament faltarien alguns elements.

## Estil d'Abelló als 60
Aquesta versió que fa Abelló del tema mencionat, encaixa perfectament amb l'etapa estilística que experimenta el pintor en aquests anys: estilísticament l'obra s'ha de situar en un període en el qual Abelló, després d'uns anys experimentant amb diferents llenguatges i tècniques artístiques com l'abstracció i el cubisme, retorna al camí de la figuració passant pel que anomenem “l'època ratllada”, que en paraules de Josep Fèlix Bentz (1998) es defineix per una introducció de ratlles a manera de franges paral·leles molt suggerents i amb uns resultats molt interessants. Això implica que la major part de la superfície de la composició sigui una barreja de colors realitzada a partir de grans pinzellades que configuren un estrany i dinàmic cel que pot interpretar-se amb aires de divinitat a causa del cercle de llum que s'hi pot intuir a la part central.

## Exposicions
- Abelló, Biblioteca de Catalunya, Barcelona, 16/04/1974 - 30/04/1974
- Joan Abelló. Entre la figuració i l'abstracció, Museu Abelló. Mollet del Vallès, 1999
- Abelló en Madrid, Museu de la Ciudad, Madrid, 07/10/2004 - 28/11/2004